# FN SCAR
Das FN SCAR (Fabrique Nationale Special Operations Forces Combat Assault Rifle) ist ein Multikalibergewehr des belgischen Herstellers Fabrique Nationale Herstal. Es wird u. a. von den US Special Operations Forces und den US Rangers genutzt. Die finalen Tests und Entwicklungen fanden Mitte 2006 statt, ab April 2009 wurde das SCAR Einheiten der US-Army zugewiesen. Die Beschaffung des MK16 innerhalb des US Special Operations Command (USSOCOM) wurde 2010 eingestellt. Verbleibende Exemplare wurden bis 2013 ausgesondert. Zum Ausgleich wurden Umbausätze auf das Kaliber 5,56 mm für das MK 17 bestellt.

## Technik
Das USSOCOM startete am 15. Oktober 2003 eine Ausschreibung über ein neues Sturmgewehr. Ein Hauptaugenmerk sollte auf der Möglichkeit liegen, verschiedene Munitionsarten zu verschießen, unter anderem:
- 5,56 × 45 mm NATO
- 6,8 mm Remington SPC
- 7,62 × 51 mm NATO
- 7,62 × 39 mm (Kalaschnikow-Familie)

Die Waffe sollte die Möglichkeit bieten, nach einer im Feld vorgenommenen Umrüstung auch andere Munition verschießen zu können. Das SCAR MK 16 (ehemals SCAR-L) sollte sich auf das Kaliber 6,8 × 43 mm SPC und das SCAR MK 17 (SCAR-H) auf 7,62 × 39 mm umrüsten lassen. Damit sollte den Soldaten beim MK 17 die Möglichkeit gegeben werden, erbeutete AK-47-Magazine einzusetzen. Allerdings gibt es von FN momentan noch keine Umrüstsätze für diese Kaliber; Hauptverkaufsargument ist jetzt die Möglichkeit, einen Großteil der Teile des MK 16 im MK 17 und umgekehrt verwenden zu können.
Die leichte Variante MK 16 (siehe Bild) verwendet im Kaliber 5,56 × 45 mm die Standardmagazine des M16 (STANAG-Magazin), beim MK 17 werden proprietäre Magazine verwendet. Zur Gewichtsreduktion besteht das Gehäuse der Waffe hauptsächlich aus Polymeren, teilweise auch aus extrudiertem Aluminium. Für jede Variante gibt es verschieden lange Läufe, die schnell ausgetauscht werden können. Die Schulterstütze ist ausziehbar, damit sie den individuellen Bedürfnissen des Schützen angepasst werden kann, und einklappbar, was hohe Beweglichkeit im Häuserkampf ermöglicht. Zudem hat sie eine höhenverstellbare Wangenauflage. Picatinny-Schienen (MIL-STD 1913) befinden sich oben, unten sowie an den Seiten. Unterhalb des Laufes kann der speziell für das SCAR gefertigte MK-13-Granatwerfer im Kaliber 40 × 46 mm montiert werden. Verfügbare Feuermodi sind Einzelschuss sowie bei militärischen Varianten Dauerfeuer.
Ein Belegexemplar vom Typ „Sturmgewehr SCAR-L Standard“ befindet sich mit der „Inventarnummer: 30144“ im Sammlungsbestand der Wehrtechnischen Studiensammlung Koblenz.

## Modellvarianten

### Zivile Varianten

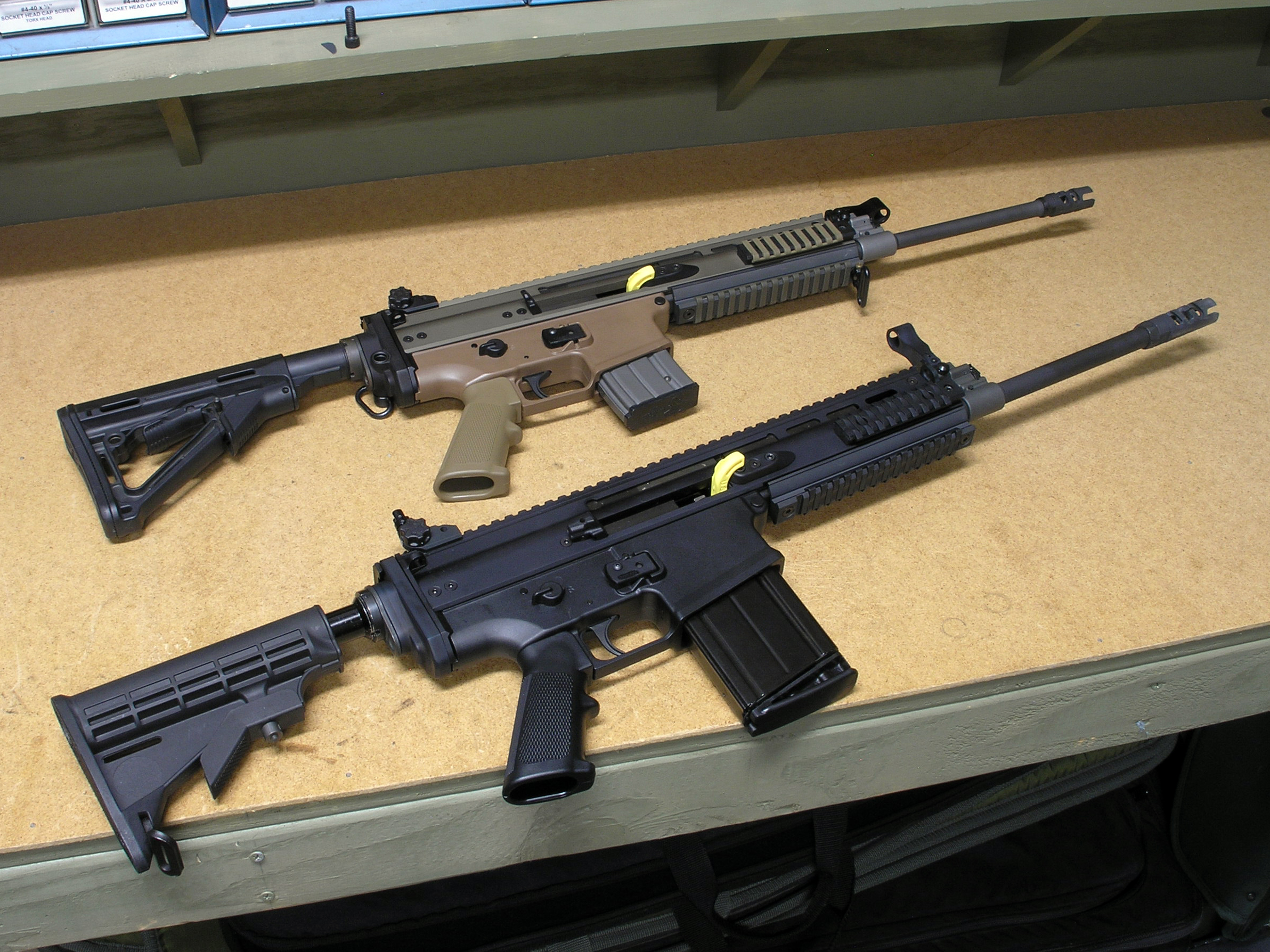
SCAR 16s (o.), SCAR 17s (u.)

| SCAR 16S | 699–953   | 413 | 3,3  | 5,56 × 45 mm NATO                      | Kurvenmagazin (10, 30)  |
| SCAR 17S | 724–978   | 413 | 3,6  | 7,62 × 51 mm NATO 6,5 × 48mm Creedmoor | Stangenmagazin (10, 20) |
| SCAR 20S | 1031–1079 | 508 | 5,08 | 7,62 × 51 mm NATO                      | Stangenmagazin (10, 20) |
| 1.       |           |     |      |                                        |                         |

### Militärische Varianten
| Variante          | Variante | Gesamtlänge mm  | Lauflänge mm | Gewicht kg | Kaliber           | Magazin (Schuss)        | Anmerkung                                                                    |
| ----------------- | -------- | --------------- | ------------ | ---------- | ----------------- | ----------------------- | ---------------------------------------------------------------------------- |
| MK 16             | CQC      | 724–787 (533)   | 254          | 3          | 5,56 × 45 mm NATO | Kurvenmagazin (30)      | Ersatz für das Mk.18 Mod 0                                                   |
| MK 16             | Standard | 826–889 (635)   | 356          | 3,3        | 5,56 × 45 mm NATO | Kurvenmagazin (30)      | Ersatz für das M4A1 (innerhalb USSOCOM). Beschaffung wird nicht fortgesetzt. |
| MK 16             | LB       | 927–991 (737)   | 457          | 3,5        | 5,56 × 45 mm NATO | Kurvenmagazin (20, 30)  | Ersatz für das Mk.12 Mod 0 und Mod 1 (SPR)                                   |
| MK 17             | CQC      | 826–889 (635)   | 330          | 3,6        | 7,62 × 51 mm NATO | Stangenmagazin (20)     |                                                                              |
| MK 17             | Standard | 902–965 (711)   | 406          | 3,6        | 7,62 × 51 mm NATO | Stangenmagazin (20)     | Ersatz für M14 EBR                                                           |
| MK 17             | LB       | 1003–1067 (813) | 508          | 3,7        | 7,62 × 51 mm NATO | Stangenmagazin (10, 20) | Ersatz für das Mk.11 Mod 0 und das M14                                       |
| MK 17             | PR       | 1010–1075       | 508          | 4,5        | 7,62 × 51 mm NATO | Stangenmagazin (10, 20) |                                                                              |
| MK 17             | TPR      | 1040–1085       | 508          | 5          | 7,62 × 51 mm NATO | Stangenmagazin (10, 20) |                                                                              |
| 1. 2. 3. 4. 5. 6. |          |                 |              |            |                   |                         |                                                                              |

## Nutzerstaaten

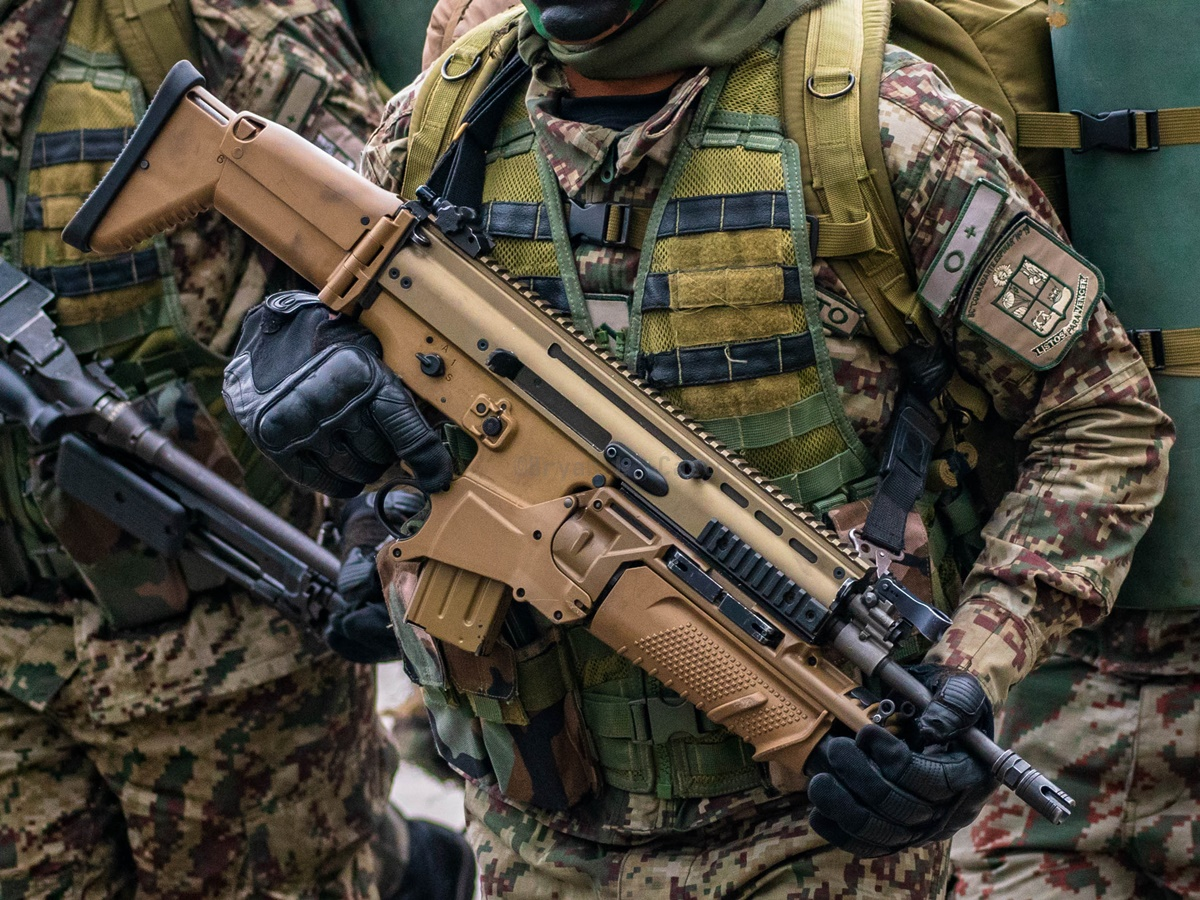
Peruanischer Fallschirmjäger mit einem FN SCAR-L mit einem FN MK 13 EGLM Granatwerfer

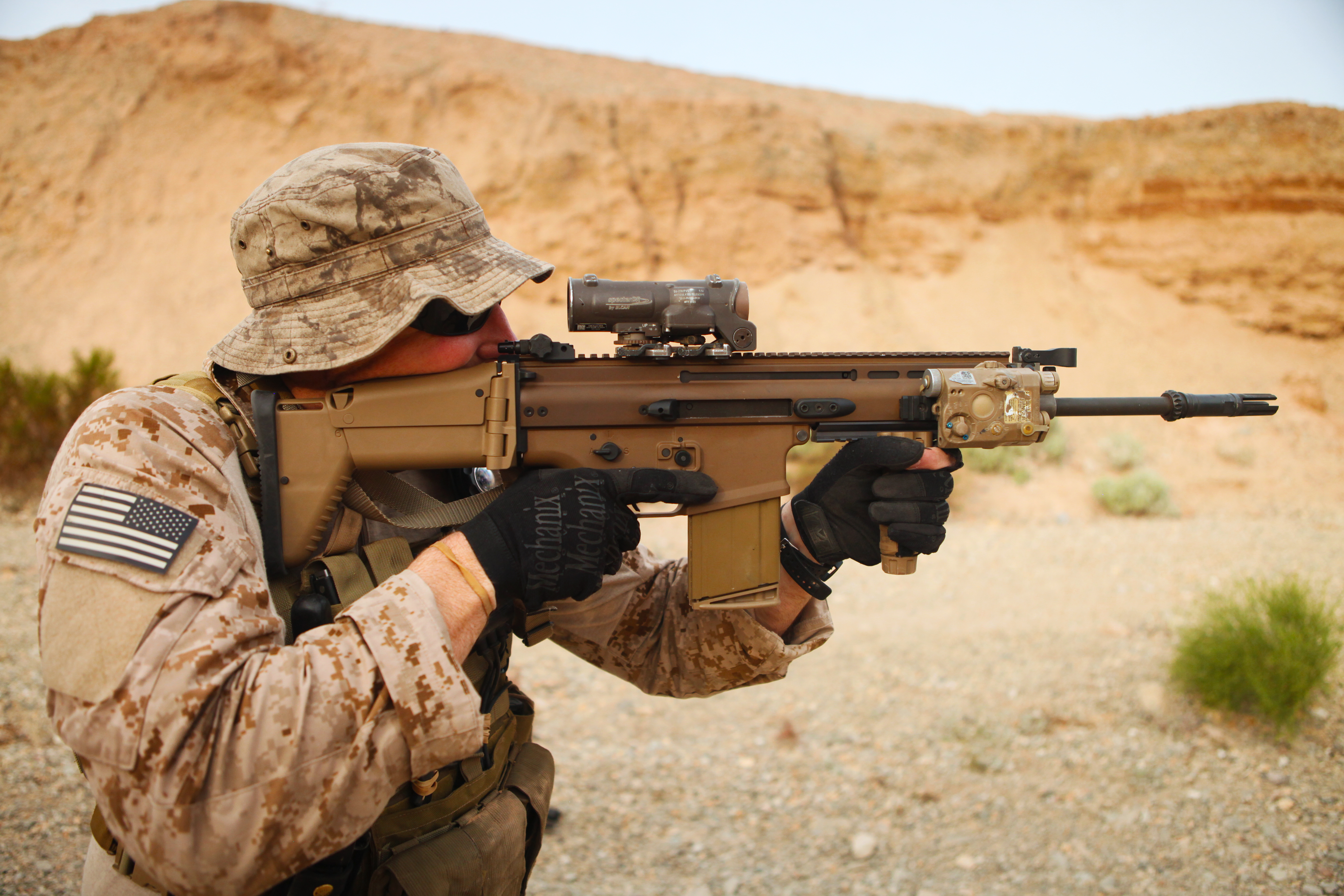
U.S. Navy SEAL mit einem SCAR-H

- Belgien – es nutzen die Spezialkräfte der Föderalen Polizei Belgiens und die Belgische Streitkräfte das SCAR-L STD, H PR, H CQC[5]
- Brasilien – Militärpolizei der Stadt São Paulo[6]
- Chile – 2013 orderte die chilenische Marineinfanterie, 3200 SCAR-L um die alten HK 33 zu ersetzen. Diese wurden bis 2015 geliefert.[7]
- Finnland – das Utti Jaeger Regiment der Finnische Streitkräfte nutzt das SCAR-L[8]
- Frankreich – RAID[9], COS, die Französische Streitkräfte bestellten 2600 SCAR H PR als Fusil de Précision Semi-Automatique (FPSA) im Jahr 2019[10]
- Deutschland – Polizei Bayern[11], GSG 9[12], Thüringer Polizei[13]
- Japan – Sondereinheiten der Selbstverteidigungsstreitkräfte nutzen seit 2014 das SCAR[14]
- Kenia – beim Überfall auf das Westgate-Einkaufszentrum wurden Sondereinheiten der kenianischen Polizei mit SCAR H gesichtet. Kenia soll circa 1000 Stück gekauft haben.[15]
- Litauen – Litauisches Heer SCAR-H PR[16]
- Malaysia - die Sondereinheit VAT 69 der Polis Diraja Malaysia nutzt das SCAR H[17]
- Mauritius – Polizei Sondereinheit[18]
- Norwegen – die Beredskapstroppen nutzen das SCAR H[19]
- Serbien – 740 Stück Streitkräfte Serbiens[20]
- Singapur – Sondereinheiten der Polizei Singapurs[21]
- Vereinigte Staaten – US-Army
- Peru – Fabrique Nationale hat zusammen mit FAME eine Ausschreibung des peruanischen Verteidigungsministeriums gewonnen, welche 31,5 Millionen US-Dollar wert ist. Es wurden ab 2009 8110 SCAR H geliefert.[22][23]
- Polen – das Biuro Ochrony Rządu erwarb 2009 21 SCAR-L[24]
- Portugal – bei den Portugiesischen Streitkräften wird das SCAR-L und SCAR-H das HK G3 ab 2019 ersetzen[25]
- Zypern – bei der Militärparade am 1. Oktober 2017 wurden SCAR von Spezialeinheiten der Zyprische Nationalgarde getragen.[26]